# 옥수수

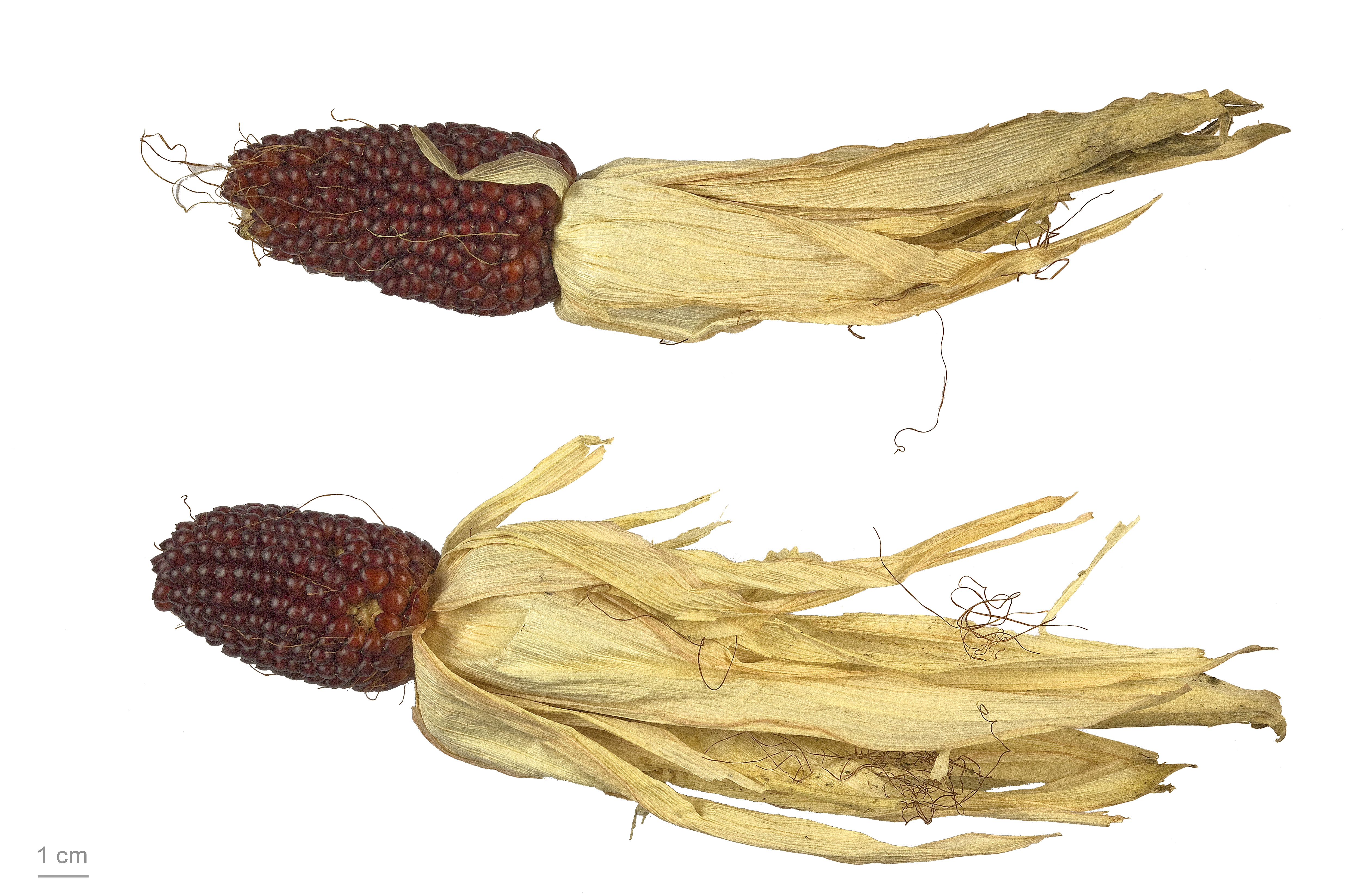
Zea mays "fraise"

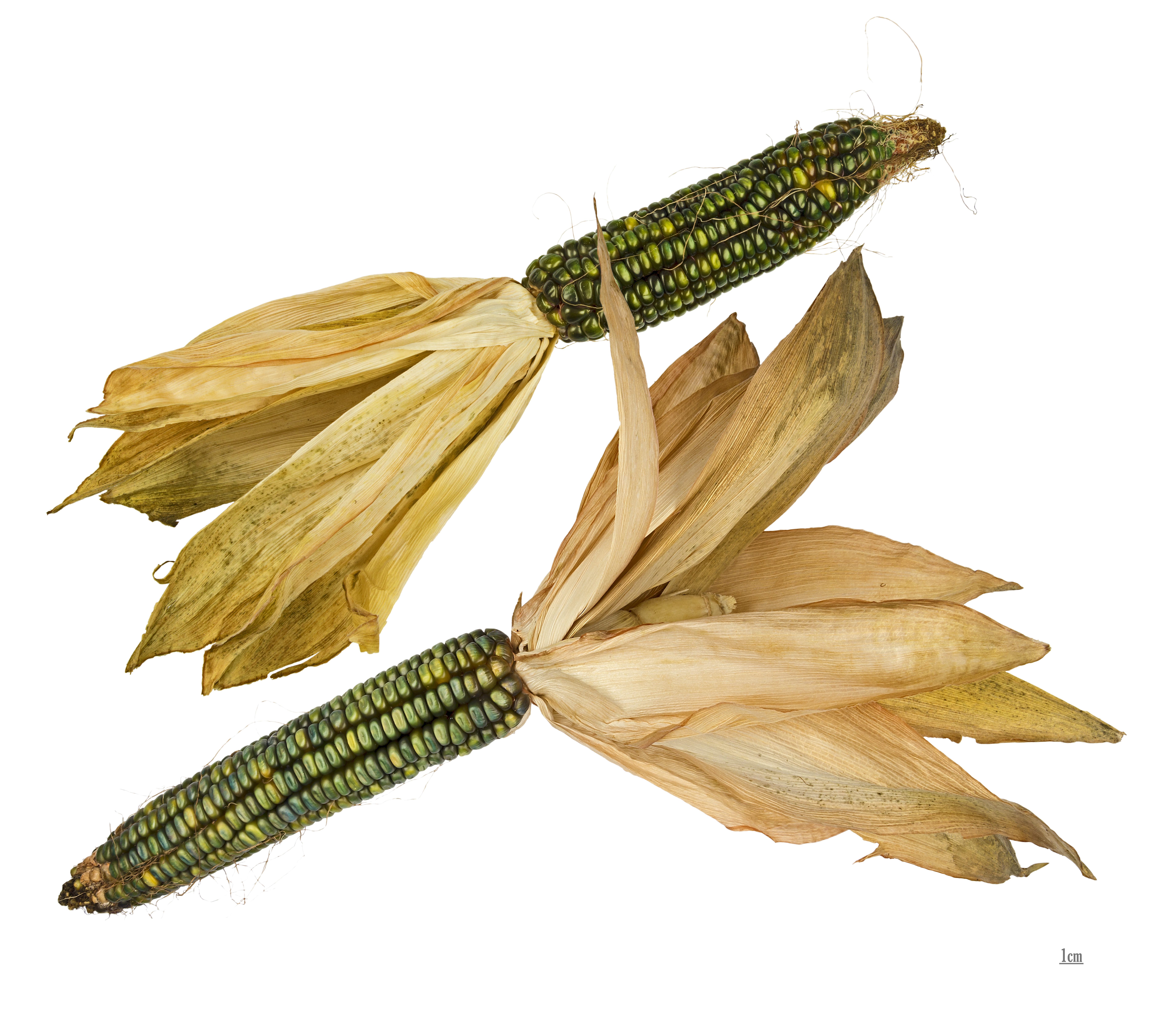
Zea mays "Oaxacan Green"

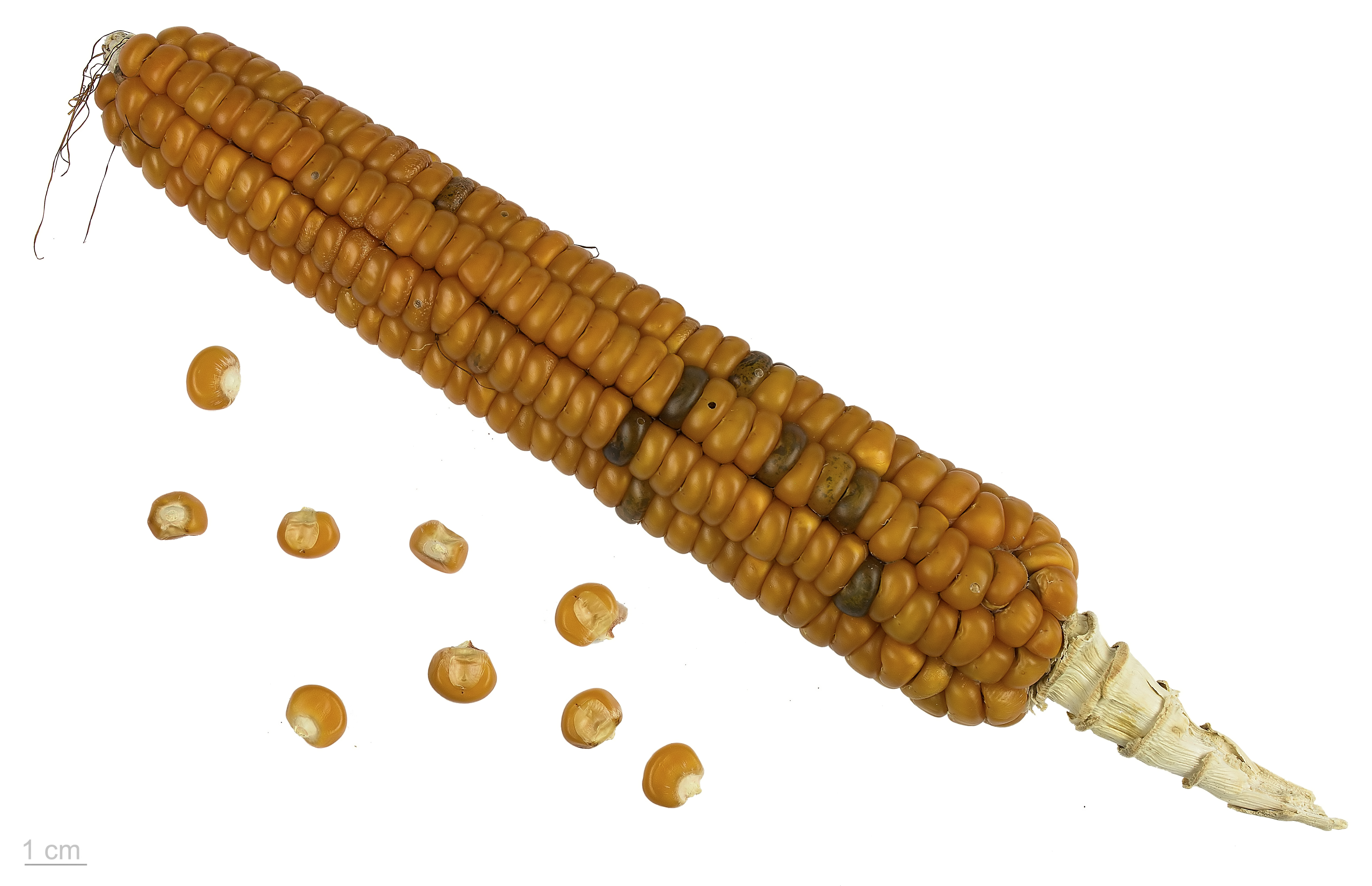
Zea mays 'Ottofile giallo Tortonese

옥수수(玉수수, 학명: Zea mays)는 벼과에 속하는 한해살이 식물이다. 멕시코 남서부가 원산지로 추정된다. 높이는 2~3m, 꽃은 암꽃과 수꽃으로 나누어 있다. 열매는 7~10월에 익고, 암이삭에 옥수수 낟알이 박혀 있다.
벼, 밀과 함께 세계 3대 화곡류(禾穀類) 식량작물에 속한다. 고온에서 광합성 효율이 높은 C4식물이기 때문에 한 알에서 수백 배가량 수확할 수도 있다. 반면 벼, 밀은 C3식물에 속하여 30배 이상 수확이 힘들다. 낟알은 쪄서 먹거나 밥, 죽, 국수, 빵 등 다양한 형태로 먹으며, 한국과 일본에서는 주로 사료로 쓰이나 다른 아시아 국가들에서는 중요한 식량자원으로 쓰이기도 한다.
여타 곡물류보다 생산성이 높은 편이기는 하나, 주식으로 하여 옥수수만을 먹을 경우 영양소 결핍으로 펠라그라 병에 걸릴 수 있으므로 주의가 요구된다.

## 어원과 명칭
한국에서는 예로부터 강냉이, 옥수꾸, 강내미, 옥시기라 불려오고 있으며 중국은 옥촉서(玉蜀黍), 포미(包米), 포곡(苞穀), 진주미(珍珠米) 및 옥미(玉米)등으로 불려 왔으나 최근에는 옥미(위미/yu4 mi3/로 발음)를 많이 사용하고 있다.
‘옥수수’의 옛 표기가 실린 가장 오래된 기록은 《역어유해》(1690)에 실린 ‘옥슈슈’이다. 옥수수는 메소아메리카가 원산이나 중국에서 조선으로 전래됐을 것으므로, 그 이름 역시 玉薥薥 또는 玉蜀黍의 중국어 발음에서 온 것으로 보인다.
‘강냉이’의 옛 표기는 《국한회화》(1895)에 실린 ‘강낭이’에 나타난다. 이 에 대해서는 해외를 뜻하는 ‘강남(江南)’에서 온 것이라는 설이 있다.
유럽에는 알려지지 않은 작물이었으므로 스페인어로는 카리브해 지역의 타이노 원주민어인에서 온 마이스(maíz)로 정착되었고, 여기서 영어 메이즈(Maize)가 만들어졌다.
영어로는 Corn으로 알려져 있으나, Corn의 어원은 '곡식', '작물'이라는 뜻으로 더 널리 쓰인다. 보통 옥수수를 Corn이라고 부르는 것은 미국식 영어 초기에 일어났던 일이며 sweetcorn, popcorn, baby corn 등에서는 아직도 사용되고 있다. 영국식 영어 등 다른 영어권에서는 Maize라고 쓰고, 학계에서는 옥수수를 Maize로 표기하는 것을 원칙으로 한다.

## 기원

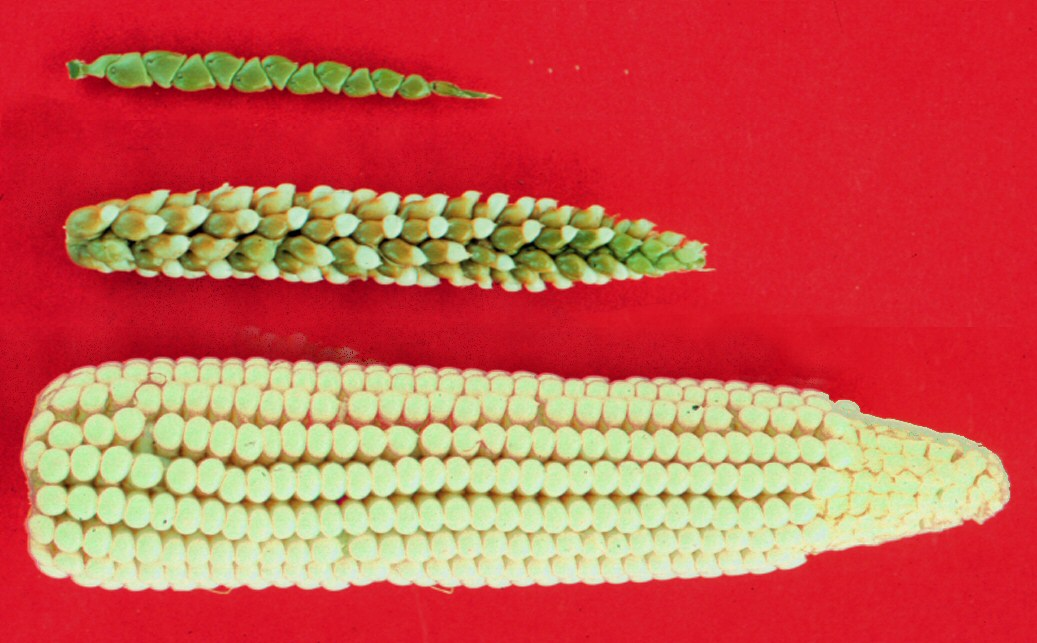
(위로부터) 테오신테, 테오신테와 옥수수의 잡종, 옥수수

원산지와 원종에 대해서는 여러 가지 설이 존재한다. 원산지는 멕시코에서 남아메리카 북부라고 하는 것이 중론이다. 옥수수는 아즈텍, 마야, 잉카 문명 시대의 주식으로 수천 년 전부터 남북 아메리카 대륙에 걸쳐 널리 재배되었다.
옥수수의 조상격인 야생종으로 테오신테(teosinte)라는 것이 있다. 이 식물은 거의 풀에 유사한 모습인데, 이삭이 옥수수보다 훨씬 작았으며, 낟알이 단단한 껍질에 싸여 있어서 도구로 깨어야 먹을 수 있었다. 이렇게 테오신테는 옥수수와의 유사성을 찾아보기 힘들 정도로 매우 다른 모습을 띠고 있다. 이 때문에 테오신테에서 옥수수의 작물화 중에 일어난 유전변화가 진화생물학 분야에서 논란이 되고 있다.

## 전래와 보급
1493년 콜럼버스가 탐험에서 돌아올때 옥수수를 유럽에 소개했다고 브로델은 기록하고 있으나 콜럼버스의 1차 항해일지를 보면 옥수수를 가져온 기록은 없다.  아마도 2차 항해 이후에 스페인으로 도입된 것으로 보인다. 이후 50년이 안되는 짧은 시간동안 유럽과 중동 지역에 전파되는 등 전세계로 빠르게 전파되어 식재료로 사용되었다. 그러나 유럽인들의 밭, 시장, 식탁 위에 본격적으로 등장한 시기는 18세기가 되어서이다. 인도나 중국에도 16세기 초에는 널리 퍼졌다. 한국에는 16세기에 중국에서 전래된 것으로 알려져 있다.

## 구조
대개 옥수수는 여러 개로 갈라진 뿌리계가 튼튼한 줄기 하나를 지탱한다. 약 15장인 잎은 줄기를 따라 자라고 꽃부분은 수생식기관인 수이삭과 암생식기관인 암이삭으로 나뉜다. 암이삭에는 씨 낟알이 이삭대에 여러 줄로 늘어선다. 이것을 껍질잎이라고 한다. 이삭은 옥수수 한 그루에 하나 또는 여러 개가 맺히는데 보통 한 그루에 약 25 cm 길이인 이삭이 하나씩 달린다. 씨 낟알은 각 이삭에 약 20줄로 달린다. 옥수수는 씨로 번식한다. 다 여문 옥수수 씨는 배·배젖·씨겁질 등 중요한 세 부분으로 이루어져 있다. 배는 씨에서 새로운 식물이 자라는 부분이며, 배젖은 어린 싹에게 필요한 에너지를 제공하는 양분의 저장소이다. 씨껍질은 배와 배젖을 보호한다. 옥수수는 씨의 특징에 따라 크게 경립종·마치종·유부종 등 일곱 종류로 분류할 수 있다.

## 재배
옥수수는 기온이 높고 습기가 많으며 볕이 잘 쬐는 곳이 가꾸기에 알맞다. 땅을 가리지는 않지만 비교적 기름진 땅에서 잘 자라고 열매도 잘 달린다. 옥수수의 씨는 굵은 자루를 골라 따서 가운데 부분에 붙은 충실한 씨알을 골라서 쓰는 것이 좋다. 씨는 4월 중순에서 5월 상순에 포기 사이 30-36cm로 하여 3-4알씩 뿌린다. 거름은 많이 줄수록 수확을 많이 얻을 수 있으므로 거름을 충분히 주는 것이 좋다. 싹이 튼 다음에는 한 군데에 1대씩 남기고 솎아 준 다음 북주기를 한다. 간식용으로 할 것은 7월 말부터 덜 여문 것을 따지만, 저장할 것은 9월부터 완전히 여문 것을 따서 말린다.

## 영양
옥수수에는 오메가-6 지방산이 다량 함유되어 있다. 오메가-6 지방산은 지방의 분해 및 배출을 저하시키고 축적을 돕기 때문에 옥수수를 많이 먹으면 비만에 걸리기 쉽다. 또 옥수수만을 먹으면 필수 아미노산인 니코틴산(나이아신)이 결핍되어 펠라그라병에 걸리기 쉽다. 마야, 아즈텍인들은 옥수수를 석회수에 담가서 껍질을 제거하여 칼슘, 철분, 니코틴산 함량을 증가시키는 방법으로 해결하였다. 옥수수가 인도네시아 전래되었을 때 이 조리법을 배워가지 않아서 펠라그라병이 퍼지기도 하였다. 옥수수의 칼로리는 100g당 106kcal이다

## 용도

### 요리

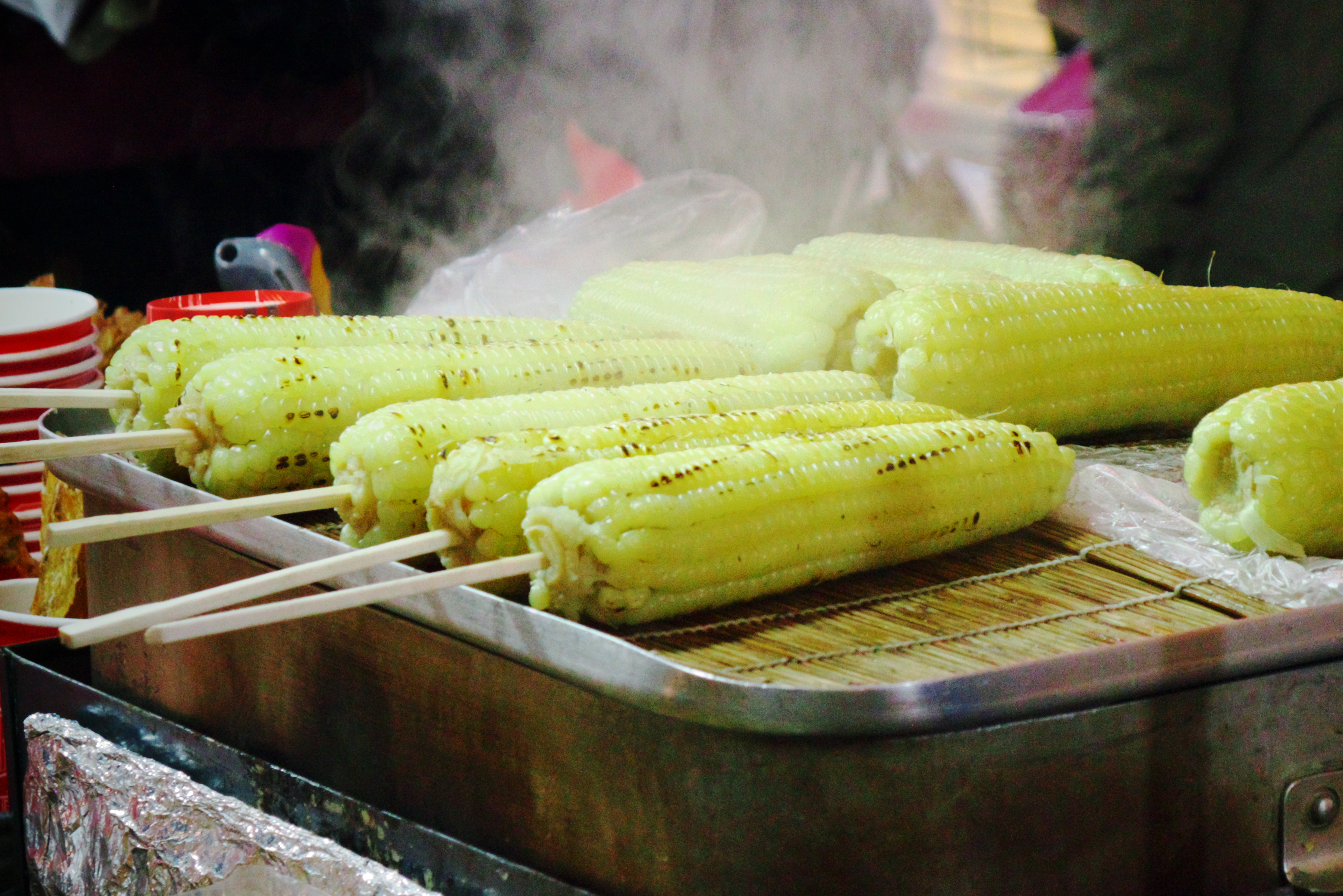
옥수수꼬치구이 (한국의 길거리 음식)

원산지인 메소아메리카(멕시코, 과테말라, 엘살바도르 등 중앙아메리카 지역)에서는 옥수수를 이용한 음식과 음료가 매우 발달하였으며, 남아메리카로 전파된 이후로 페루 등 안데스 지역에서도 널리 재배되었고 여러 품종이 개발되었다.  아프리카 일대에서도 주식으로 사용하고 있다. 아프리카에서는 옥수수를 가루로 빻아 끓인 물에 넣어 휘저어 뭉친 것을 반찬과 곁들이는 우갈리라는 음식을 먹는다.

### 바이오 연료
옥수수를 이용하여 바이오 연료를 생산해 내기도 한다. 옥수수를 분쇄해 발효시켜 에탄올로 바꾼 "옥수수 에탄올"은 10~20%를 휘발유와 섞어 사용하며, 가솔린 엔진과 호환이 되기 때문에 휘발유의 대체에너지로 하여 석유 의존도를 줄이자는 계획이 페루과 미국 등지에서 이를 도입을 하고 있다. 그러나 옥수수 에탄올로의 대체로 인한 부작용이 속출하면서 대체 에너지로 부적합하다는 의견도 생겨났다. 먼저 가솔린 가격이 오르면서 에탄올 수요가 상승하면서 옥수수의 가격까지 급등하는 현상이 생겼다. 그리고 옥수수의 가격이 전체 농·축산물의 가격에 미치는 영향이 매우 높아서 이 영향으로 옥수수를 사료로 쓰고 있는 돼지에도 영향을 끼쳐 돼지고기 값이 상승하고, 전반적인 식량 및 식품 가격이 상승하는 현상이 발생하였다. 미국의 환경 단체인 지구의 벗은 석유에 비해 에탄올이 최대 13%까지 지구 온난화 가스 배출을 줄이지만, 거의 대부분의 에탄올 생산 공장들이 옥수수를 태우는데 석탄을 연료로 사용하기 때문에 에탄올로 인한 환경 이득이 반감된다고 주장하였다. 또한 옥수수 에탄올은 상당히 비효율적인데, 에탄올 95L를 만드는데에 한 사람이 1년 동안 먹을 수 있는 양의 옥수수가 사용된다.

## 생산
| 주요 옥수수 생산 10개국, 2020년. | 주요 옥수수 생산 10개국, 2020년. |
| 국가                             | 생산량 (톤)                      |
| -------------------------------- | -------------------------------- |
| 미국                             | 358,447,310                      |
| 중국                             | 260,670,000                      |
| 브라질                           | 103,963,620                      |
| 아르헨티나                       | 58,395,811                       |
| 우크라이나                       | 30,290,340                       |
| 인도                             | 28,765,860                       |
| 멕시코                           | 27,424,528                       |
| 인도네시아                       | 24,687,000                       |
| 남아프리카 공화국                | 15,843,545                       |
| 러시아                           | 13,879,210                       |
| 전 세계                          | 1,162,997,555                    |

## 같이 보기
- 사탕옥수수
- 찰옥수수

옥수수를 이용한 요리
- 옥수수 기름
- 옥수수 시럽
- 옥수수 국수
- 고과당 옥수수 시럽
- 설탕
- 팝콘
- 시리얼
- 콘칩
- 꼬깔콘(일본명 : 돈가리콘)
- 꼬북칩
- 옥수수차
- 암바사
- 울면
- 뻥튀기
- 콘도그
- 틴 루프 파이
- 세비체 - 페루의 음식
- 폴렌타 - 이탈리아의 음식
- 치차 - 페루의 음식
- 토 - 부르키나파소의 요리

관련 인물
- 김순권

관련 단체
- 한국콘협회
- 한국전분당협회

미디어
- 지구의 절반을 만들었던 곡물 - 단편 애니메이션
- 신대륙 작물